# Templo de las Inscripciones (Palenque)

Dibujo de un relieve de Palenque del gobernante maya, K'inich Janaab' Pakal o Pakal el grande

B'lunt Yej Teʼ Naah (Pronunciación en maya: [blunt jex teʔ naːh]) “Casa de las Nueve Lanzas Afiladas” o Templo I es la edificación más alta y de más importancia de la antigua ciudad de Lakam Ha, capital del reino de B'aakal perteneciente a la cultura maya, durante el período del Clásico tardío, situada en el estado mexicano de Chiapas, cerca del río Usumacinta. Fue construido, bajo el reinado de K'inich Janaab' Pakal, "Escudo Ave-Hanab de Rostro Solar" también llamado Pakal o Pakal el Grande (603 d. C.-683 d. C.) ahau o gobernante de Palenque, concebido únicamente para glorificar al mandatario en vida y albergar su cuerpo cuando muriera. Dentro de Palenque, el Templo de las Inscripciones está localizado en un área conocida como la Gran Plaza en un cerro con pendiente natural y se sitúa en un ángulo recto con el sureste del Palacio.

## Historia
El Templo de las Inscripciones esta datado en el año 675 d. C. La construcción fue iniciada por el mismo Pakal, aunque su hijo, K'inich Kan Balam II completó la estructura y su decoración final.
El Templo de las Inscripciones ha sido significativo en el estudio de los antiguos mayas, debido a la extraordinaria muestra de textos jeroglíficos y los relieves de estuco en los pilares del edificio, que se han sido estudiados e investigados durante doscientos años, a pesar de esto en el año de 1949, el arqueólogo mexicano Alberto Ruz Lhuillier, removió una losa de piedra del suelo del templo revelando una escalera interior dividida en dos tramos llena de escombros, tres años más tarde cuando se despejó la escalera se descubrió que conducía a la tumba de Pakal. La entrada a la cripta se encuentra a 1,50 metros debajo del nivel del suelo.

## Arquitectura
La estructura es una pirámide escalonada con una altura de 22,8 metros de ocho niveles más el templo, simbolizando los nueve niveles del Xibalbá, el templo consta de dos cámaras: la primera es un pórtico con cinco entradas sus pilares están decorados en el exterior con relieves hechos de estuco y la segunda tiene un cuarto central y dos laterales, originariamente estaba pintado de rojo, zonas con el famoso azul maya y amarillas. El techo remataba en una crestería compuesta de un armazón formado por pilares dispuestos en doble línea y losas horizontales, constituido por dos muros calados separados entre sí, de la que solo la parte inferior se encuentra más o menos completa. Al pie de la escalinata exterior se sitúa un altar circular tetrágono.

### Relieves
El templo tiene seis pilares o paneles verticales. Estos han sido etiquetados de la A a la F, contienen unos impresionantes relieves ejecutados en estuco con representaciones artísticas. Los relieves A y F tienen sólo texto jeroglífico en ellos y los relieves C y D tienen imágenes de personas cargando la figura de un niño pequeño con ojos rojos.

#### Relieve A
La decoración del pilar A se compone enteramente de texto jeroglífico. Sin embargo, sólo once glifos y porciones de glifos sobreviven hasta nuestros días. Entre estos glifos, la palabra "captura" puede verse claramente, pero quién o qué fue capturado se desconoce porque los glifos correspondientes son ilegibles.

#### Relieve B
El relieve del pilar B representa una figura humana de tamaño natural (165 cm de altura), pero su posición y la perspectiva hacen que parezca mucho más grande. Lleva un elaborado tocado de plumas, una falda de piel de jaguar, y un cinturón. La figura también solía usar un taparrabos y una capa corta de cuentas, pero debido a los daños estos se han perdido mayormente hoy en día, así como la cabeza de la figura.
Se cree de que la figura en sus manos es la representación del Dios K, aunque su característica "frente acampanada" sólo es visible en el relieve D. La figura del Dios K, a menudo descrita como un bebé o niño, tiene una pierna humana y una serpiente en lugar de su otra pierna. La pierna humana termina en un pie con seis dedos que es sostenida por la otra figura. Es probable, especialmente teniendo en cuenta el énfasis puesto en la polidactilia, que esta característica es una referencia al hijo de Pakal, Kan B'alam II, quien es representado en otros retratos con seis dedos en una mano y seis dedos en un pie.

#### Relieve C
La figura de pie en el pilar C se piensa que es una mujer, posiblemente la madre de Pakal, la Señora Ix Sak K'uk ' "Señora Quetzal Blanco". La aparición de la psicoducto (un conducto hueco que va desde el templo exterior hasta la tumba de Pakal) y la banda de piedra que se conecta a él han llevado a muchos a comparar la estructura con un cordón umbilical. El hecho de que este "cordón umbilical" conecta la figura del relieve C a la tumba de Pakal (y, por extensión, al mismo Pakal) apoya la identificación de la figura como la Señora Sak K'uk'. El cordón umbilical se puede interpretar como una referencia a la línea de sangre real.

#### Relieve D
El relieve del pilar D proporciona la evidencia de que la figura del bebé es, de hecho, el Dios K. En esta representación de la figura del bebé, lleva una "hacha" o "brote" que incluye un espejo (visible por debajo del tocado de plumas), algo característico de Dios K. la figura en este pilar es más completa que la misma figura en ninguno de los otros pilares. También lo que estuvo presente en la representación del Dios K, son tres cortes verticales en la parte posterior del dios. Estos han demostrado ser intencionales, pero su significado es todavía desconocido.

#### Relieve E
La figura de pie en el Pilar E es más probable que sea Kan B'alam I. El elaborado tocado usado por la figura contiene glifos que lo identifican como Chan Bahlum. Es poco probable que esto se refiera a Kan B'alam II, ya a que se piensa que él está siendo representado en figura del Dios K. Debido a que Kan B'alam II, tataranieto de Kan B'alam I, acabó la decoración del templo de las inscripciones, esto puede ser visto como un esfuerzo por reforzar la legitimidad de su reclamo al trono; haciendo hincapié en su relación con su antecesor y homónimo, así como su relación con su padre y su abuela.

#### Relieve F
El relieve del pilar F tiene un único bloque de glifos que perduran hasta hoy en día. Los glifos contenidos por lo que se piensa pueden ser un título, traducido como "conejo muerto", seguido por el título y el nombre de "Mah K'ina Kan B'alam", después de lo cual viene un glifo desconocido (posiblemente un nuevo título), y el glifo de Palenque.

### Coloración
Aunque gran parte del color en los pilares se ha deteriorado, algunos son todavía visibles hoy en día. Originalmente, los pilares habrían tenido un extraordinario colorido. De color rojo brillante, zonas con el famoso azul maya y amarillas que se habrían visto en los relieves de estuco. Una fina capa de pintura de color rojo claro se hubiera aplicado a la totalidad de la escultura de estuco como una especie de fondo de color, mientras el estuco estaba todavía húmedo, combinando con el color del edificio.
Debido a que el templo fue repintado varias veces, se puede observar capas de pigmento entre las capas de estuco. El color azul significa los cielos y se habría aplicado a las cosas relacionadas con los dioses, así como los textos glíficos sobre la escultura. El color amarillo relacionados con el Xibalbá, el inframundo Maya, que se asoció con jaguares, por lo que las faldas de jaguar eran por el color en consecuencia.

## Tablas de Inscripción
El templo de las inscripciones debe su nombre a tres tableros con jeroglíficos, conocidos como el Tablero Este, el Tablero Central y el Tablero Oeste, en las paredes interiores del templo, constituyen una de las inscripciones mayas conocidas más larga (617 glifos). Estos tableros hacen hincapié en la idea de que los acontecimientos que sucedieron en el pasado se repetirán en la misma fecha calendarica, un tema que también se encuentra en los libros del Chilam Balam. Las columnas E a F marcan el inicio de un registro de varios eventos en la vida de Pakal que continúa hasta las dos últimas columnas sobre los tableros, que anuncian su muerte y el nombre de Kan B'alam II como su heredero. Todas los tableros, con exclusión de las dos columnas finales, se completaron durante la vida de Pakal.

## La Tumba de Pakal

La lápida del sarcófago del rey de Palenque, K'inich Janaab' Pakal, encontrado en la cripta secreta del Templo de las inscripciones.

Tanto el sarcófago, la losa que lo cubre y los muros de la cripta, están decorados con bajorrelieves alusivos a la genealogía real de Pakal y alusiones a los mitos creacionales de la cultura Maya; para evitar el colapso de la tumba debido al inmenso peso de la pirámide, los arquitectos diseñaron la cámara en forma de cabaña usando la Bóveda falsa y contrafuertes de mampostería empotrados. La tumba de Pakal produjo varios hallazgos y obras de arte arqueológicas importantes.

### Sarcófago
Entre estos hallazgos esta la lápida del sarcófago de Pakal tallada en bajorrelieve y de siete toneladas de peso y con medidas aproximadas de 3.80 m de longitud, 2.20 m de ancho y 0.25 m de espesor. En sus cantos se encuentran tallados jeroglíficos mayas que narran la biografía de Pakal.
En su cara principal se representa al gobernante como un hombre joven con la postura de un recién nacido, que parece emerger de las fauces del Sak B'aak Naah Chapaat "Primer Ciempiés de los Huesos Blancos" quien tiene su mandíbula descarnada, y en la parte superior del mascarón un recipiente utilizado en los sacrificios de sangre. Sobre el cuerpo de Pakal se levanta un árbol en forma de cruz que divide los 4 rumbos del cosmos. Una serpiente bicéfala cuyo cuerpo asemeja,  una letra omega cruza los brazos del árbol. De la mandíbula de la cabeza izquierda emerge el Dios K'awiil y de la mandíbula de la cabeza derecha el Dios Hu'unal. En la cima del árbol se encuentra el dios supremo de los mayas, Itzamnaaj K'inich Ajaw, representado como un quetzal en la posición del cenit. En el marco perimetral de la lápida se encuentra una banda con los símbolos astronómicos de Venus, Marte, la Luna y el Sol. En la esquina superior izquierda se encuentra el signo Kin que representa al día y en la esquina superior derecha el signo Akbal que corresponde a la noche u obscuridad. Tanto en la parte superior como en la inferior se aprecian varios personajes que parecen estar hablando o rezando, ellos corresponden a los Nahb'atow-ilob, nobles cercanos a Pakal que lo ayudaban durante sus autosacrificios de sangre.

### Ofrenda
Cinco esqueletos, tanto hombres como mujeres, se encontraron en la entrada de la cripta. Estas víctimas sacrificadas estaban destinados a seguir Pakal en Xibalbá.
Pakal portaba una diadema sobre la frente y orejeras compuestas, así como un complejo pectoral de cuentas tubulares o en forma de calabaza. En las manos se colocaron dos cuentas de jade en forma de esfera así como anillos en cada dedo. El cinturón ceremonial contenía dos pequeñas máscaras, ambas representan al Dios 'Itzamnaaj. La primera de ellas en su advocación de sabiduría y experiencia como un hombre viejo, y la segunda de ellas en su advocación de juventud y fuerza como un hombre joven, ambas tienen petate con tres hachuelas.
La máscara mortuoria de Pakal es otra extraordinaria pieza encontrada en la tumba, hecha de 340 placas talladas, pulidas y perfectamente ensambladas de jade, mientras que los ojos se componen de conchas, madreperla, y obsidiana. Las proporciones de la máscara y el cráneo son las mismas, así que se trata de un retrato fidedigno del gobernante en vida.
Bajo la lápida principal y junto a la entrada del psicoducto, que en este sitio remata con la figura de una cabeza de serpiente, se encontraron dos esculturas realizadas en estuco que representan a Pakal. La primera de ellas muestra a un Pakal adolescente con los labios más delgados, posiblemente a la edad de doce años, cuando fue entronizado. La segunda cabeza representa a un Pakal como hombre maduro con una edad aproximada de treinta años, su tocado evoca al Dios del maíz..

## Conservación
Se encuentra restaurado casi en su totalidad. Se puede contemplar una reproducción de la cripta y la lápida que cubren el sarcófago que contiene los restos mortales rey Pakal en el Museo Nacional de Antropología.